# Merionoeda scitella
Merionoeda scitella là một loài bọ cánh cứng trong họ Cerambycidae.